# Хлипнівський заказник
Хли́пнівський заказник — ботанічний заказник місцевого значення в Україні. Розташований на території Звенигородського району Черкаської області, квартал 56, виділ 2 Хлипнівського лісництва. 
Площа — 1 га, статус отриманий 12 січня 1982 року.